# Lord Banff
Lord Banff war ein erblicher britischer Adelstitel in der Peerage of Scotland, der nach der Stadt Banff im heutigen Aberdeenshire benannt war.

## Verleihung und Geschichte des Titels
Der Titel wurde am 31. August 1642 für Sir George Ogilvy, 1. Baronet geschaffen. Die Verleihung dieser Lordship of Parliament erfolgte mit dem besonderen Zusatz, dass der Titel in Ermangelung direkter männlicher Nachkommen auch an sonstige männliche Erben übergehen könne, die Namen und Wappen der Ogilvy führen. Bereits am 30. Juli 1627 war ihm in der Baronetage of Nova Scotia der fortan nachgeordnete Titel Baronet, of Forglen in the County of Banff, verliehen worden.
Als sein Ururenkel, der 6. Lord, im November 1746 kinderlos starb, fielen beide Titel an dessen Cousin zweiten Grades, Sir Alexander Ogilvy, 2. Baronet, als 7. Lord. Dieser hatte bereits 1727 einen weiteren Titel Baronet, of Forglen in the County of Banff, geerbt, der am 24. Juni 1701 in der Baronetage of Nova Scotia seinem Großvater Alexander Ogilvy († 1727), einem Bruder des 2. Lords Banff, verliehen worden war.
Seit dessen Sohn, der 8. Lord, am 4. Juni 1803 kinderlos starb, ruht der Titel, da seither kein berechtigter Erbe seinen Titelanspruch rechtswirksam nachweisen konnte.

## Liste der Lords Banff (1642)
- George Ogilvy, 1. Lord Banff († 1663)
- George Ogilvy, 2. Lord Banff († 1668)
- George Ogilvy, 3. Lord Banff (1649–1713)
- George Ogilvy, 4. Lord Banff (1670–1718)
- John Ogilvy, 5. Lord Banff (1717–1738)
- Alexander Ogilvy, 6. Lord Banff (1718–1746)
- Alexander Ogilvy, 7. Lord Banff († 1771)
- William Ogilvy, 8. Lord Banff († 1803)